# 大同の九龍壁
大同の九龍壁（だいどうのきゅうりゅうへき）は、中華人民共和国山西省大同市平城区東街街道の和陽街にある影壁。影壁というのは、四合院などの中国の伝統的な建築で正門の大門を入ったすぐの所に立てた目隠しの塀をいう。寺廟や大邸宅の場合、大門の外側に立てるケースもある。ここでは後者。

## 歴史
九龍壁は、明の洪武25年（1392年）、明の太祖朱元璋の十三男の代王朱桂の邸宅前に建てられた。崇禎（1628年-1644年）末年、代王の邸宅は兵火によって壊されました。
2001年、中華人民共和国国務院は九龍壁を全国重点文物保護単位に認定した。

## 建築物
長さは45.5メートル、高さ8メートル、厚さ2メートル。